# Desa Tambakrejo (administrativ by i Indonesien, Jawa Tengah, lat -7,69, long 110,69)
Desa Tambakrejo är en administrativ by i Indonesien.   Den ligger i provinsen Jawa Tengah, i den västra delen av landet, 500 km öster om huvudstaden Jakarta.